# グラン浜田
グラン浜田（グランはまだ、1950年11月27日 - 2025年2月15日）は、日本のプロレスラー。本名は濱田 廣秋（はまだ ひろあき）。群馬県前橋市出身。身長167cm、体重90kg。その軽量な体を生かしてルチャリブレを活動の中心としている。最も著名な日本人ルチャドールの1人とされ、日本およびメキシコにおいて顕著な活躍を残している。
娘のソチ浜田、浜田文子も元プロレスラーである。
身長も小さく、ルチャリブレでの活躍とスタイルからシュート系の強さと無縁と思われがちであるが、浜田自身は柔道のミュンヘンオリンピック候補選手であり、その気の強さも相まって昭和新日本プロレスの中でも有数の猛者であった。治安の悪いメキシコで成功した理由に、プロレスセンスの良さとシュートの強さが比例していた背景がある。

## 来歴
樹徳高校、河合楽器製作所において柔道の選手として活動するも、体調不良により退職。1972年、友人の関川哲夫（後の（初代）ミスター・ポーゴ）が新日本プロレスへ入門志願に向かう際に付き添いで同行し、関川とともに柔道での実績を買われて浜田も入門することになる。さらにその際に乗ってきた、自身の日産・チェリーを社用車に召し上げられ、逃げることも出来なかったという。
1972年3月6日の大田区体育館での新日本プロレスの旗揚げ戦にてイワン・カマロフを相手にデビュー戦を行うことが発表されていたが、当日、豊登道春が緊急参戦し、山本小鉄とタッグを組んで試合を行ったため、その煽りを受けて浜田が試合カードから外され、改めて3月16日、新日本プロレスオープニング・シリーズの対藤波辰巳戦にて、本名の浜田広秋をリングネームとしてデビュー戦を行った。「リトル浜田」のリングネームで主に前座で試合を行っていたが、軽快な動きで大きな選手を手玉に取り、前座戦線の台風の目ともいわれた。若手時代のちゃんこ番の際にカツ丼、ラーメンなどの出前を頼んだ。
1975年にメキシコへのプロレス修行に出る。メキシコではリングネームを現在の「グラン浜田」に変更した。メキシコでは、LLIを中心に活動し、1976年にはLLI参戦の最優秀外国人にも選ばれている。メキシコでのプロレス修行は1979年まで行い、同年2月に凱旋帰国を果たした。この時期既にメキシコに家族を持っていた浜田は、1995年まで日本とメキシコを往復する生活となる。メキシコに行った当時はスペイン語が喋れなかったり、水質が悪いなどの日常生活でも苦労したが、自身の努力によりトップに立ち、4階級制覇という偉業を達成した。この浜田の活躍により日本とメキシコのルートが出来上がり、日本にルチャリブレが輸入され、現在に至る。
1980年代初頭、初代タイガーマスクの候補として浜田の名前が挙がりかけるが、新間寿によると「あいつ（浜田）はガニマタだからさ、すぐバレちゃうんだよね」と実現には至らなかった。
1984年4月に第1次UWFに参加。同年8月には全日本プロレスに移籍。1986年にジャパン女子プロレスのコーチに就任とともに、一時現役を引退する。1988年に、同じく引退してコーチに就任していた大仁田厚との遺恨が発生。その際に、女子プロレスのリングながら試合を行い、現役に復帰する。
1990年3月にユニバーサル・プロレスリングの旗揚げに参加。1992年11月27日にザ・グレート・サスケがみちのくプロレスを旗揚げした際に、浜田のみがユニバーサル・プロレスリングに残った。所属選手の大半がいなくなったユニバーサル・プロレスリングはその後FULLと改名したが自然消滅。浜田自身も1994年8月から古巣の新日本プロレスに登場するようになる。ここまでの新日本→UWF→全日本→ジャパン女子→ユニバーサル、という団体移籍の動きは、柔道経験者として似た経歴を持っていることから若手時代に目をかけてくれて、メキシコへの道を開いてくれた新間寿に対する義理を優先したものとされ、浜田自身、プロレス雑誌等でそのことを公言していた。
1995年、みちのくプロレスに入団。みちのくプロレス所属中の1999年には、当時既にプロレスラーになっていた娘の浜田文子と親子タッグでの試合が実現している。また2000年11月25日には、娘の浜田文子と組んで、娘のソチ浜田＆ソチの夫のペンタゴン組とのタッグ戦も実現している。
2001年にフリーとなり、再度新日本プロレスに登場。また大阪プロレスなど多くの団体にも出場するようになり、全日本プロレスでは「ラブマシンズ」の一員として「リトル・ラブ・マシン」のリングネームで活動した。
2006年に娘の浜田文子が「ドクロンZ」として参戦しているハッスルに「ドクロンZパパ」というリングネームで登場した。入場曲とコスチュームは天才バカボンである。
2007年には久々にメキシコマットに登場、ペンタゴンとの遺恨を復活させた。同時に文子とのタッグも結成。
日本では藤波との交流から、無我〜ドラディションにほぼレギュラーメンバーとして参戦していた他、2008年にはアイスリボンにも不定期に参戦する。
2008年12月18日、「昭和プロレス 第2弾興行」後楽園ホールでメモリアルタッグマッチ（20分1本勝負）に出場した。鶴見五郎とタッグを組み、大仁田厚&栗栖正伸組に勝利した。
2009年4月15日、大阪でプロレス団体「MWF（メキシコ・レスリング・フェデレーション）」の旗揚げ戦を開催。
2011年11月27日、DDTプロレスリング後楽園大会「God Bless DDT 2011」に突然登場、大石真翔、男色ディーノらのユニット・ホモいろクローバーZへの加入（緑）が決定。
2013年8月9日、新宿FACEで開催された浜田文子15周年記念大会「〜Aventurera」に出場。セミファイナルで華名とシングルマッチを行い、勝利。
2017年、前立腺癌の手術をしたことを明かした。
2018年に娘・文子が麻薬取締法違反で逮捕され、自身も脳梗塞を発症。さらに同年12月31日には夫人が死去するなど立て続けに不幸に襲われる。2019年2月、メキシコにいる娘達の勧めから、再度メキシコへ移住した。
結果的に現役最後の試合出場は2018年9月28日、宮城・仙台サンプラザで開催された「昭和プロレスフェスタin仙台」（主催・みちのくプロレス）での、藤原喜明＆グラン浜田＆ザ・グレート・サスケvs百田光雄＆菊地毅＆気仙沼二郎戦となった。
2024年11月29日、文子のSNS投稿において、父の浜田が同月上旬から喉と腹部の切開により栄養補給や酸素吸入を受けており、危険な病状であることが明らかになった。翌2025年1月末に一時退院したが、同年2月15日（現地時間）、入院先の病院で死去した。74歳没。

## リングネーム
過去、現在に用いたことがあるリングネーム
- 浜田広秋（本名、新日本プロレス旗揚げシリーズのみ使用）
- リトル浜田
- グラン浜田
- NGハマー（みちのくプロレス参戦時に、マスクマンとして。正体は明かさなかったが、動きが全く同じなので明らかにバレていた）
- リトル・ラブ・マシン
- ミニ・ラブ・マシン

## 得意技
和製ルチャドールの先駆者らしく立体的な動きを得意とし、身体の小ささを補うために身体全体を使って攻撃する。高齢を迎えてもその動きやあり余る気迫は変わらず、日本式の関節技も得意としている。
浜ちゃんカッター
相手をコーナーポスト上に乗せ、自身もセカンドロープ上に登って仕掛ける雪崩式のダイヤモンド・カッター「浜ちゃんカッター!!」と声をあげてから放つこともある。
現在では娘の浜田文子に受け継がれている。
スイング式浜ちゃんカッター
ハワイアンスマッシャーと同型。
スイングDDT
ウラカン・ラナ
サイクロン・ラナ（シクロン・ラナ）
身軽さを活かし、高々と飛び上って仕掛ける。
ジャンピング・バックドロップ
身長の低さを補うために跳躍して仕掛ける。
風車式サイドバスター
風車式バックブリーカーとほぼ同型の技。
腕ひしぎ逆十字固め
プランチャ・スイシーダ
マリポーサ・コンヒーロ
プランチャ・コンヒーロと同型。エプロンからセカンドロープに飛び乗り、捻りを加えてトペ・コンヒーロを決める。

## タイトル歴
EMLL
- NWA世界ミドル級王座：1回

UWA
- UWA世界ジュニアヘビー級王座：5回
- UWA世界ライトヘビー級王座：2回
- UWA世界ミドル級王座：3回
- UWA世界タッグ王座：3回 （w / 長州力→ペロ・アグアヨ→ケンドー）
- WWFライトヘビー級王座：2回[11]

WWA
- WWA世界ジュニアライトヘビー級王座：1回

NWAハリウッド・レスリング
- NWAアメリカスヘビー級王座：1回[12]

ユニバーサル・プロレスリング
- UWFスーパーミドル級王座：1回
- UWA&UWFインターコンチネンタルタッグ王座 : 1回（w / ザ・グレート・サスケ）
- ユニバーサル最強トリオ決定リーグ戦優勝：1回（w / ドス・カラス、ケンドー）

みちのくプロレス
- みちのくふたり旅優勝：1回（w / タイガーマスク）

大日本プロレス
- BJW認定ヘビー級王座：1回

MWF
- MWF認定世界ジュニアヘビー級王座：1回

MOBIUS
- APEX OF TRIANGLE王座：1回（w / ザ・グレート・サスケ、タイガーマスク）

その他
- P☆MIXタッグ王座：1回 （w / 浜田文子）